# Syko

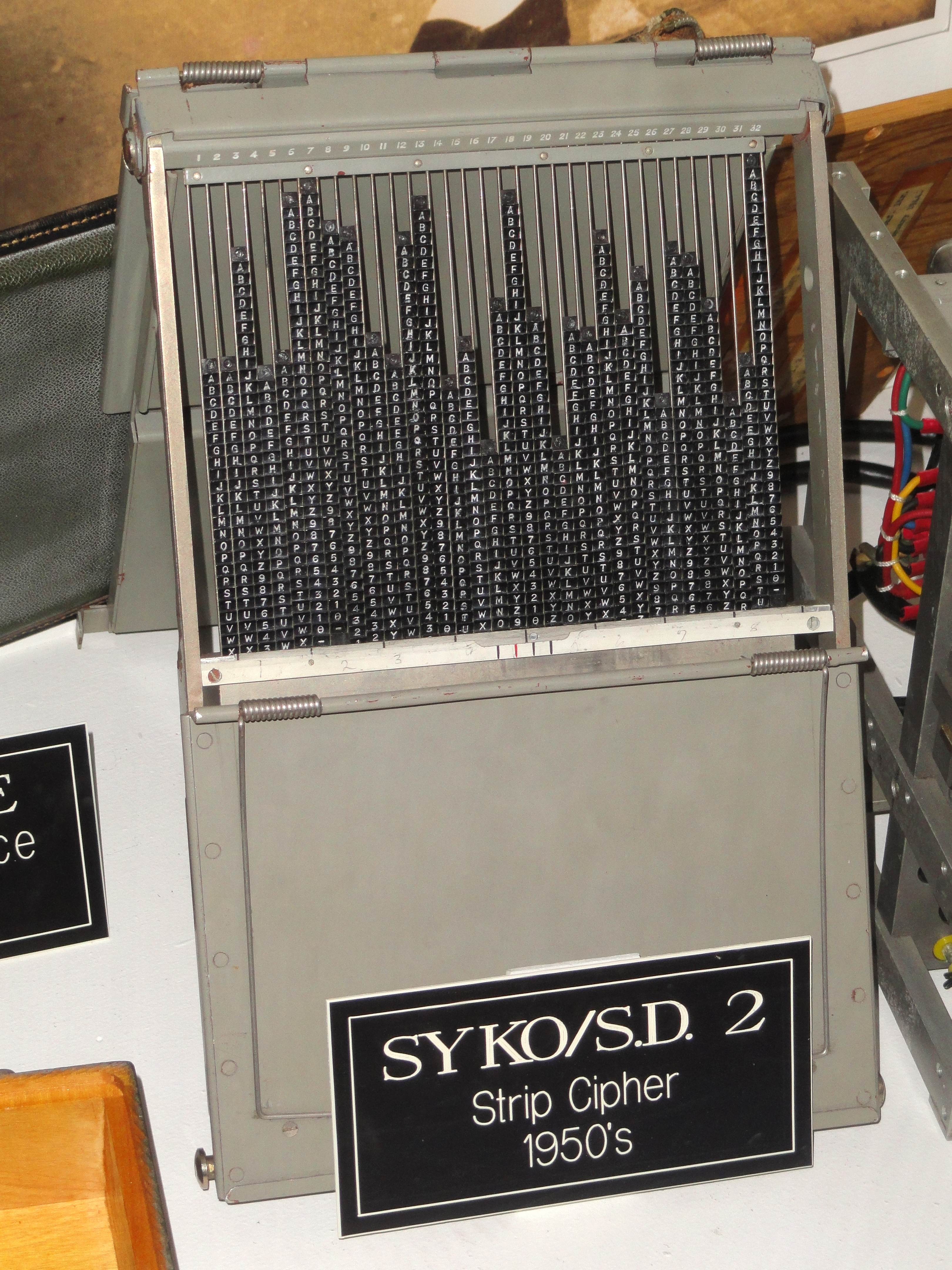
Syko-Streifenschieber im National Cryptologic Museum

Syko (geschrieben auch: SYKO; vollständige Bezeichnung: Syko SD2 Strip Cipher) war ein während des Zweiten Weltkriegs von den Streitkräften des Vereinigten Königreichs benutztes manuelles Verschlüsselungsverfahren. Dabei wurde ein Streifenschieber, ein einfaches mechanisches Gerät, verwendet, ähnlich dem US‑amerikanischen M‑138‑A.

## Geschichte
Erfunden wurde es vom in Neuseeland geborenen Morgan O’Brien (1886–1968), der es am 27. Juni 1938 im Vereinigten Königreich zum Patent angemeldet hatte. Die Anmeldung auch in den USA folgte am 27. Juni 1939. Zu Kriegsbeginn, im September 1939, wurde es bei der British Army und der Royal Air Force (RAF) zur geheimen Boden-Luft-Kommunikation eingeführt, insbesondere um Meldungen über Flugbewegungen zu verschlüsseln.
Während des Krieges wurde es auch von weiteren alliierten Luftwaffen verwendet, wie der Royal Australian Air Force (RAAF) und den United States Army Air Forces (USAAF). Nach dem Zweiten Weltkrieg hat es auch die niederländischen Luftwaffe benutzt.

## Verfahren
Das einfache Gerät (Syko machine) verfügt über 32 spaltenweise nebeneinander in einem Metallgehäuse angeordnete und nach oben und unten verschiebbare Streifen, genannt englisch sliding bars („Schiebestreifen“). Diese bestanden in einer ersten Version (Mk 1) aus Papier, in der zweiten (Mk 2) dann aus Metall (Bild). Sie sind jeweils von oben nach unten beschriftet mit:
- den 26 Großbuchstaben des lateinischen Alphabets (A–Z),
- den zehn Ziffern (9–0) in absteigender Reihenfolge sowie
- einem Bindestrich (–).

Insgesamt handelt es sich also um 37 Zeichen pro Streifen. Am oberen Rand des Gehäuses befinden sich Zahlen von 1 bis 32, durch die den Streifen eindeutige Nummern zugeordnet werden. Die obere und untere Hälfte des Geräts verfügen jeweils über einen separaten Deckel. Der obere ist klappbar mit Scharnieren am oberen Rand. Der untere hingegen ist verschiebbar montiert. Wird er nach oben geschoben, dann werden die 32 Streifen zueinander ausgerichtet, so dass alle gleichzeitig den Buchstaben „A“ in der oberen Zeile nebeneinander anzeigen. Wird er nach unten geschoben, dann wird er in dieser Position durch eine Feder arretiert. Durch Drücken von zwei seitlich unten angebrachten Metallknöpfen kann die untere Hälfte geöffnet werden, um dort eine coding card (Codekarte) einzulegen oder auszutauschen. Sie befindet sich dann unmittelbar unterhalb der Schiebestreifen und stellt das zentrale kryptologische Element des Syko-Verfahrens dar. Die Karten waren in der Regel einen Tag lang gültig und wurden um 15:30 Uhr gewechselt. Üblicherweise wurde im Flugzeug nur die für den jeweiligen Tag gültige Codekarte mitgeführt. Auch hier gibt es 32 Spalten mit jeweils 37 Zeichen, die sich jedoch – anders als bei den Schienbestreifen – in ungeordneter scheinbar „zufälliger“ Reihenfolge befinden. Das ist der Schlüssel.
Die Reihenfolge der Zeichen auf der Codekarte war jedoch nicht völlig zufällig, sondern sie war so gewählt, dass die Verschlüsselung involutorisch (reziprok) war. Auf diese Weise erreichte man, dass der Anwender nicht zwischen Verschlüsselung und Entschlüsselung unterscheiden musste. Die Vorgehensweise für ihn war in beiden Fällen identisch. Wurde beispielsweise ein U in ein X verschlüsselt, dann wurde auch ein X in ein U verschlüsselt. Da es insgesamt 37 Zeichen gab, konnten nur 18 solche Paare gebildet werden. Ein Zeichen blieb „allein“. Es wurde in sich selbst ver- und entschlüsselt.
Die Eingabe des zu verschlüsselnden Klartextes (maximal 32 Zeichen) erfolgt mithilfe eines beiliegenden Metallstifts. Dieser ähnelt einem Schraubenzieher, hat aber eine relativ weiche Spitze aus Messing, um die Streifen nicht zu beschädigen. Er wird bei Nichtgebrauch innerhalb des Kastens an einem speziellen Platz auf dessen rechter Seite sicher aufbewahrt. Jeder der 32 Streifen wird mithilfe des Stiftes einzeln nach unten geschoben. Dazu steckt man den Stift in eine Kerbe, die sich unterhalb jedes Zeichens auf jedem Streifen befindet. Zur Verschlüsselung wird also jedes Klartextzeichen mithilfe des Stiftes nacheinander nach unten geschoben.
Der Geheimtext wird nun Buchstabe für Buchstabe auf der sichtbaren (nicht abgedeckten oberen) Spalte der Codekarte abgelesen und in Vierergruppen notiert. Zur leichteren Handhabung gibt es noch zwei gefederte große Metallklammern, eine auf der Innenseite des oberen Deckels und die andere außen auf dem unteren Teil des Gehäuses. Hiermit können die beiden Spruchzettel für Klar- und Geheimtext bequem arretiert werden.
Im Juli 1942 wurde die Involution aufgegeben und stattdessen eine nichtreziproke Verschlüsselung für Syko eingeführt, wodurch die kombinatorische Komplexität des Verfahrens und seine Sicherheit vergrößert wurde. Allerdings musste der Anwender nun zwischen Verschlüsselung und Entschlüsselung unterscheiden. Hierzu war fortan die Codekarte umzudrehen.